# 浦山口駅
浦山口駅（うらやまぐちえき）は、埼玉県秩父市荒川久那字平沢にある秩父鉄道秩父本線の駅である。駅番号はCR33。

## 歴史
- 1930年（昭和5年）3月15日：開業。
- 2022年（令和4年）3月12日：ICカード「PASMO」の利用が可能となる[1]。同時に無人化[1]。

## 駅構造
単式ホーム1面1線を有する地上駅。木造駅舎を有する。
無人駅。簡易PASMO改札機設置。無人化以前は業務委託駅（管理駅：秩父駅）だった。
ホームが曲線上に位置する関係で、自社通勤型車両では各車両中程の2か所のみドアが開く。

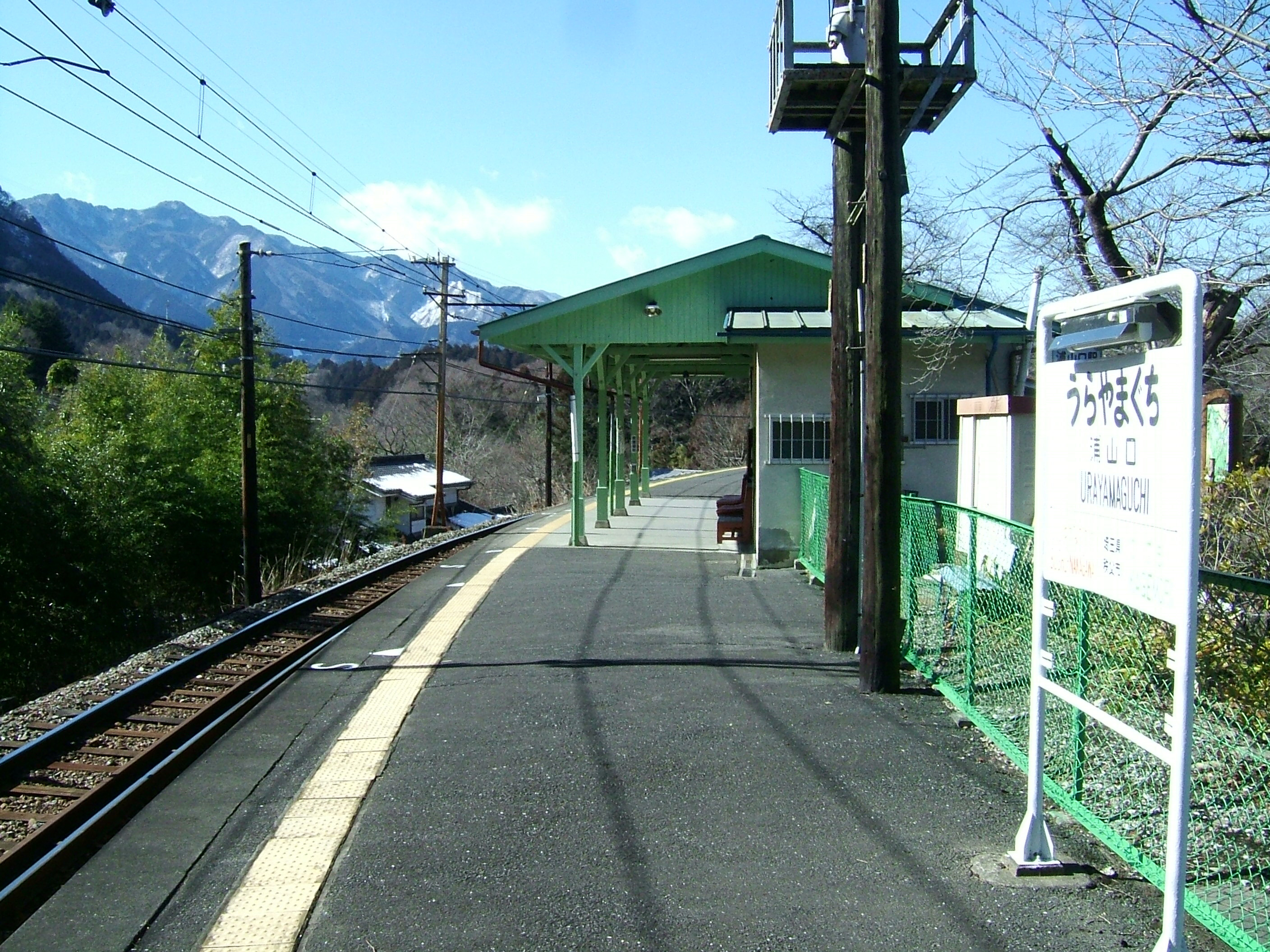
ホーム（2008年2月）

## 利用状況
- 2019年度の1日平均乗車人員は83人である。

| 年度               | 乗車人員 （1日平均） |
| ------------------ | -------------------- |
| 2009年（平成21年） | 114                  |
| 2010年（平成22年） | 108                  |
| 2011年（平成23年） | 103                  |
| 2012年（平成24年） | 118                  |
| 2013年（平成25年） | 115                  |
| 2014年（平成26年） | 119                  |
| 2015年（平成27年） | 109                  |
| 2016年（平成28年） | 104                  |
| 2017年（平成29年） | 95                   |
| 2018年（平成30年） | 94                   |
| 2019年（令和元年） | 83                   |

## 駅周辺
- 国道140号
- 荒川
  - 久那橋
- 浦山川 - 当駅の武州中川駅方に隣接して浦山川橋梁がある
- 橋立堂 - 秩父札所第28番
  - 橋立鍾乳洞
- 長泉院 - 秩父札所第29番
- 浦山歴史民俗資料館
- 秩父市立荒川総合運動公園
  - 荒川総合運動公園体育館
  - 荒川総合運動公園野球場
- 橋立浄水場
- 西武観光バス「浦山口」停留所

## 隣の駅
秩父鉄道
■秩父本線
□SLパレオエクスプレス・■急行「秩父路」（土休日のみ運転）
通過
□各駅停車
影森駅 (CR32) - 浦山口駅 (CR33) - 武州中川駅 (CR34)